# Râul Suha
Râul Suha este un curs de apă, afluent al râului Moldova în județul Suceava.  

## Hărți
- Harta județului Suceava